# Cacia subfasciata
Cacia subfasciata là một loài bọ cánh cứng trong họ Cerambycidae.